# Макдональд, Хелен
Хелен Макдональд (англ. Helen Macdonald; род. 1970, Чертси, Суррей) — английская писательница, натуралист. Наиболее известна как автор книги «H is for Hawk», получившей в 2014 году премию Samuel Johnson Prize и премию Коста; в 2016 году стала лауреатом французской премии Prix du Meilleur Livre Étranger.

## Биография
Макдональд родилась в 1970 году в семье фотожурналиста Daily Mirror Алисдэра Макдональда, выросла в Суррее. В 2018 году, рассказывая о своём детстве в интервью The Guardian, Макдональд говорит:
Я выросла в Кэмберли, викторианском городке на шоссе A30 в Суррее. Он состоял из сосновых лесов, полей для гольфа, пожилых армейских офицеров с парадными голосами, консервативных клубов и танцев. В 1975 году мои родители купили маленький домик в Текелс-Парке, поместье недалеко от центра города. Оно принадлежало Теософскому обществу. Мои родители были журналистами и ничего не знали о теософии, но они любили парк, и я тоже. Ни одно место так не повлияло на мою писательскую жизнь.
Изучала английский язык в Кембриджском университете. С 2004 по 2007 год была научным сотрудником Джизус-колледжа в Кембридже и является аффилированным научным сотрудником кафедры истории и философии науки Кембриджского университета.
Макдональд написала и озвучила несколько радиопрограмм, в 2010 году появилась на телевидении в документальном сериале BBC Four «Птицы Британии». Среди её книг — «Рыба Шалера» (2001), «Сокол» (2006), «H is for Hawk» (2014) и «Vesper Flights» (2020). За книгу «H is for Hawk» Макдональд получила признание критиков, в том числе премию Сэмюэля Джонсона и премию Коста. В книге, которая также стала бестселлером Sunday Times, описывается год, который Макдональд провела после смерти отца, тренируя ястреба-тетеревятника по имени Мейбл, и содержится биографический материал о натуралисте и писателе Теренсе Уайте.
Макдональд также помогала снимать фильм «10 X Murmuration» вместе с режиссёром Сарой Вуд в рамках выставки 2015 года на Брайтонском фестивале. В фильме «H is for Hawk: A New Chapter», вышедшем в 2017 году в рамках цикла BBC «Natural World», она обучила птенца ястреба-тетеревятника.
В 2020 году Макдональд представила документальный фильм BBC Four «The Hidden Wilds of the Motorway». В том же году вышла четвертая книга «Полеты Веспера» — сборник эссе об «отношениях человека с миром природы». В 2023 году вместе с Синистрой Блаше опубликовала роман «Пророк».

### Личная жизнь
Макдональд живет в Хоукедоне, Саффолк. У неё жил попугай Бердул, который умер в 2021 году, и ястреб-тетеревятник Мейбл, умерший в 2014 году.